# 廖琪瑛
廖琪瑛（1966年9月10日—），生于浙江临安，越剧女演员，擅长小生，为一级演员。1980年进入临安越剧团，之后为浙江越剧团演员。廖琪瑛主工小生，兼工小旦，师承陆锦花。代表作品有越剧《珍珠塔》(饰演方卿)《孟丽君》(饰演皇甫少华)《碧玉簪》(饰演王玉林)《唐伯虎点秋香》(饰演秋香)等。参演的越剧电视剧《招贤记》获得第27届飞天奖戏曲电视剧一等奖。除此之外，她还涉猎影视演出，如电视剧《大旗英雄传》(饰演卓三娘)等。